# Поцелуи (фильм, 1957)
«Поцелуи» (яп. くちづけ: кутидзукэ; англ. Kisses) — японский чёрно-белый фильм-драма (мелодрама), вышедший на экран в 1957 году. Дебютная лента режиссёра Ясудзо Масумуры снята по роману Мацутаро Кавагути. Вызывающая, смелая история подростковой любви стала предтечей новой волны японского кино рубежа конца 1950-х  — начала 1960-х, так же, как фильмы Годара во Франции. Благодаря своей освобождённой ручной камере и ещё более освобождёнными главными героями, непринуждённому и быстрому темпу внутрикадрового монтажа, повествовательной и провокационной тематике, «Поцелуи» возвестили о появлении крупного таланта. Соратник по ремеслу Нагиса Осима в то время прокомментировал: «...в японское кино пришла новая, неодолимая сила». Хотя кинематографический взгляд на мир у Масумуры с кинематографом Осимы совершенно различны. В то время как фильмы Осимы того периода наполнены разочарованием и отчаянием, «Поцелуи» празднуют радость молодости, остро выраженной в сложной социально-экономической ситуации.

## Сюжет
1950-е годы. Токио. В зале для посетителей Токийской тюрьмы встречаются двое: они оба пришли навестить отцов, находящихся под следствием. Он — развозчик пирожных, она — натурщица. Отец парня был арестован за нарушение выборной компании, а отец девушки был пойман на растрате казённых денег. Кинъити и Акико случайно сталкиваются друг с другом в притюремной лавке, где девушка оплачивала завтраки и обеды для своего отца, и ей не хватало денег. Кинъити заплатил недостающую сумму, после чего Акико стала следовать за ним по пятам. Она просит его адрес с намерением вернуть долг, а Кинъити ей предлагает сходить на ипподром и испытать удачу. Если повезёт, она сможет с ним рассчитаться. Девушка выигрывает на бегах крупную сумму денег, и молодые люди решили на эти деньги развлечься. Они весело и непринуждённо проводят вместе целый день, отдыхая на пляже и в кафе, катаясь на роликах и на мотоцикле. Но груз проблем мешает им полностью расслабиться, они ругаются, в основном по причине того, что не хотят обременять друг друга проблемами, и расстаются.
На следующее утро Акико навещает мать, которая лежит в больнице. Оказывается, отец Акико уже давно перестал вносить деньги за лечение матери и девушке предъявляют счёт на крупную сумму. Акико, зарабатывает деньги, позируя обнажённой художникам. Но получает она при этом сущие гроши. Богатенький сынок одного из художников давно положил глаз на хорошенькую модель. Акико соглашается на встречу с ним, запросив при этом 100 000 иен…
Родители Кинъити давно в разводе. Сын остался жить с отцом. А мать, как, оказалось, неплохо пристроилась, живёт в шикарных апартаментах, имеет собственную роскошную машину. Для освобождения из-под ареста отца требуется 100 000 иен. Случайная встреча с матерью наводит парня на мысль о том, что необходимо спросить эту сумму у неё. Не сразу, но мать соглашается дать требуемую сумму. Кинъити несёт эти деньги адвокату, но тот говорит ему, что необходимость в деньгах отпала. Пока не может быть и речи об освобождении отца даже под денежный залог. И Кинъити принимает решение отдать эти 100 000 иен Акико, той девушке, в которую, похоже, он влюбился... 
Он не знает, ни где она живёт, он не знает ещё, что она от отчаянья согласилась продать себя за такую же сумму, что у него сейчас в руках, но он отчаянно ищет её. И находит. Но дело то ведь не только в деньгах, но и в любви, и в поцелуях.

## В ролях
В момент выхода на экран критика не обратила внимания на фильм «Поцелуи», потому что он, казалось, укладывался в рамки уже надоевших фильмов о молодёжи (сэйсюн эйга). Однако позже стало ясно, что Масумура отверг старые формы, его герой уже не отличается ни сдержанностью манер, ни романтизмом, он уже и не особенно хорош собой, напротив, он довольно резок и постоянно обозлён. Не герой Масумуры открыл галерею образов японских «сердитых молодых людей» — богатые распутные юнцы уже до него наделали достаточно шуму, — но появление этого героя знаменовало развитие жанра,  потому что юноша был представителем обездоленных масс. По контрасту с прежними молодыми героями его тоска обнаруживается скорее в повышенной активности, а не в меланхолии, поскольку менее всего он ищет сочувствия. И поэтому в фильме «Поцелуи» нет деталей, создающих «атмосферу», или сентиментальных эффектов, а молодой герой намерен дать выход своей неудовлетворённости только в действии.
- Хироси Кавагути — Кинъити Миямото
- Хитоми Нодзоэ — Акико Сиракава
- Айко Мимасу — Рёко Уно, мать Кинъити
- Эйтаро Одзава — Дайкити Миямото, отец Кинъити
- Сатико Мурасэ — Киёко Сиракава, мать Акико
- Кэн Вакамацу — Кадзухико Одзава
- Кансё Ёсии — Сигэтаро Оосава
- Ёскэ Ириэ — Симамура
- Кэн Ямагути — Титиоя
- Бонтаро Миакэ — адвокат Ёкогава

## Премьеры
- — национальная премьера фильма состоялась 21 июля 1957 года[3].

## Награды и номинации
- Премия журнала «Кинэма Дзюмпо» (1958)

- 31-я церемония награждения (за 1957 год)

- Фильм выдвигался на премию «Кинэма Дзюмпо» в номинации за лучший фильм 1957 года, однако по результатам голосования занял лишь 20-е место.